# Brilsalamander
De brilsalamander of zuidelijke brilsalamander (Salamandrina terdigitata) is een salamander uit de familie echte salamanders (Salamandridae).

## Naamgeving
De soort werd voor het eerst wetenschappelijk beschreven door Bernard Germain de Lacépède in 1788. Oorspronkelijk werd de wetenschappelijke naam Salamandra Ter-digitata gebruikt.

## Uiterlijke kenmerken
De brilsalamander wordt maximaal 11 centimeter lang en vanwege de lange staart is het lijf meestal niet groter dan 4 centimeter. De naam is te danken aan de altijd lichtere vlekken boven de ogen, terwijl de rest van het lichaam donkerbruin tot zwart van kleur is. Toch is deze soort veel eenvoudiger te herkennen aan de vuurrode onderzijde van de poten en de staart tot iets voorbij de cloaca, de buik is helder wit en heeft zwarte vlekken. De rest van het lijf is bijna zwart en op de rug zijn de ribben beter te zien dan op de flanken, de bovenzijde van de rug doet met enige fantasie denken aan een krokodil. De brilsalamander heeft slechts vier tenen in plaats van vijf, zoals de meeste salamanders.

## Levenswijze
De rode onderzijde van de staart is het verdedigingsmechanisme van de brilsalamander die de staart bij een aanval omhoog krult waardoor ineens de felle kleur zichtbaar wordt en sommige predatoren de aanval toch maar staken. Deze wijze van verdediging wordt ook wel het unkenreflex genoemd en komt ook voor bij kikkers als vuurbuikpadden. Zoals wel meer soorten kan deze salamanders een prooi net zoals een kameleon met de tong vangen door deze snel uit te steken en de prooi er aan blijft kleven en de tong weer wordt teruggetrokken. Deze soort heeft echter een tong die uitklapbaar is en uitgevouwen breder is dan de kop, bovendien maakt het dier een soort zweepbeweging waardoor de prooi in de tong wordt gewikkeld.

## Verspreiding
De brilsalamander is endemisch in Italië, maar niet langs de Adriatische kust.